# Enrico Giannelli
Enrico Giannelli (Alezio, 1854. december 30. – Parabita, 1945. július 15.) olasz festő. Az Artisti napoletani vivei: Pittori, Scultori ed Architetti című, 1916-ban megjelent könyv szerzője, amelyet eleinte postai úton terjesztettek az olaszországi és nemzetközi piacokon.

## Élete
Enrico Giannelli 1854. december 30-án született Alezióban, Andrea Gianelli orvos és hazafi, valamint Agnese Ferrari első gyermekeként.
P. E. Stasi mester tanácsára 1874-ben Nápolyba költözött, hogy beiratkozzon a Képzőművészeti Intézetbe,  ahol Gabriele Smargiassi tanítványa lett.  1877-ben rajztanári oklevelet szerzett. 1880-tól Nápolyban és Torinóban állított ki.
Ő a szerzője annak a könyvnek, amelyet 1916-ban adtak ki Nápolyban, és az előszót Eduardo Dalbono írta. Élő nápolyi művészek: Festők, szobrász ok és építészek magyarul a címe.
Enrico Giannelli 1945. július 15-én halt meg Parabitán.

## Fordítás
- Ez a szócikk részben vagy egészben  az   Enrico Giannelli című francia Wikipédia-szócikk ezen változatának fordításán alapul.  Az eredeti cikk szerkesztőit annak laptörténete sorolja fel. Ez a jelzés csupán a megfogalmazás eredetét és a szerzői jogokat jelzi, nem szolgál a cikkben szereplő információk forrásmegjelöléseként.

### Bibliográfia
- [Thieme et Becker 1920] (de) Ulrich Thieme et Felix Becker, « Giannelli, Enrico », dans Allgemeines Lexikon der Bildenden Künstler von der Antike bis zur Gegenwart, vol. 13, E. A. Seemann, 1920, 604 p. (lire en ligne), p. 584.
- Bénézit, Emmanuel. Dictionnaire critique et documentaire des peintres, sculpteurs, dessinateurs et graveurs de tous les temps et de tous les pays, Gründ, 88. o. (1999)
- [Di Monte 2000] (it) Michele Di Monte, « GIANNELLI, Enrico », dans Dizionario Biografico degli Italiani, vol. 54, 2000 (lire en ligne)